# القطين (ضنية)
القطين هي قرية لبنانية من قرى قضاء الضنية في محافظة الشمال.